# Luz Elena Ramos
Luz Elena Ramos Durango (Barranquilla, 26 de marzo de 1980) es una presentadora, periodista y reportera colombiana.
Estudió en la Universidad Autónoma del Caribe y ganó el premio a mejor trabajo de televisión en Mario Ceballos Araujo por la crónica Desplazamiento forzado en el Chocó

## Carrera
Egresada de la Universidad Autónoma del Caribe y con una especialización en Gerencia y Comunicación Organizacional, trabajó como reportera para noticieros regionales como TB3, Televista Noticias y por último en CV Noticias con Jorge Cura Amar donde empezó a presentar a las 19:30 de las noches llamado CV noticias, y a su vez como una reportera más del noticiero regional de la Costa.
Ganó el premio Mario Ceballos Araújo en la categoría «Mejor trabajo de televisión» por un informe especial sobre el desplazamiento forzado de habitantes en el Chocó.
En 2009 se vincula a Noticias Caracol, iniciando transmisiones los sábados y domingos con Rosa María Corcho, luego con Juan Ignacio Velásquez, Karen Acero y más recientemente con Andrés Valero y José Fernando Patiño. También tiene a su cargo la sección Consuma con Cuidado, dedicada a mostrar casos donde el bolsillo del consumidor o televidente ha sido afectado negativamente por una estafa, un desfalco, y productos o servicios en mal estado. Se trata de proporcionar herramientas adecuadas para tomar una mejor decisión a la hora de adquirir un producto o servicio.

## Trayectoria
- TB3 Noticias
- Televista Noticias
- CV Noticias
- Noticias Caracol[4]